# Ivan Alessandro di Bulgaria
Ivan Alessandro di Bulgaria, in bulgaro Иван Александър?, Ivan Aleksandǎr, pronunciato [iˈvan alɛkˈsandɤr], nome originale: ІѠАНЪ АЛЄѮАНДРЪ anche noto come Giovanni Alessandro durante il secondo impero bulgaro (... – 17 febbraio 1371), è stato un nobile bulgaro.
Fu zar della Bulgaria dal 1331 al 1371.
Il lungo regno di Ivan Alessandro, è considerato come un periodo di transizione per la Bulgaria medievale, durante il Secondo impero bulgaro. Ivan Alessandro iniziò a governare la Bulgaria, durante un periodo critico, con problemi interni ed esterni, che la vedeva minacciata dagli stati confinanti, l'impero bizantino e il regno di Serbia e nonostante ciò Ivan riuscirà ad instaurare un periodo di ripresa economica e di rinascita culturale e religiosa.
Comunque, l'imperatore fu in grado di tener testa alle incursioni dell'impero ottomano, alle invasioni ungheresi a nord-ovest e alla peste nera, che dilagava in quegli anni nei Balcani. Mentre Ivan tentava di combattere tutti questi problemi in una volta sola, divise in due parti il paese e assegnò queste due parti ai suoi due figli, costringendo così ad affrontare l'imminente conquista ottomana, con un paese diviso ed indebolito.

## L'ascesa al trono
Ivan Alessandro era il figlio del despota Sratsimir di Kran, e di Petrica sorella di Michele Asen III di Bulgaria, pertanto, Ivan Alessandro era nipote di Michele Asen III. Ivan Alessandro era quindi imparentato con la dinastia degli Asen. Nel 1330 Ivan Alessandro divenne despota della città di Loveč. Insieme al padre e al suocero, Basarab I di Valacchia, Ivan Alessandro combatté nella battaglia di Velbǎžd contro i serbi nel 1330, nell'attuale Kjustendil, in questa battaglia, i bulgari furono sconfitti. La sconfitta portò molti mali sopra la Bulgaria, infatti i rapporti con l'impero bizantino si incrinarono, visto che i bulgari avevano attaccato i serbi senza avvisare i loro alleati bizantini, visto che i due popoli dovevano attaccare insieme i serbi. In più la Bulgaria entrò in una crisi interna, visto che il re Michele III Asen, era stato ferito mortalmente nella battaglia di Velbǎžd, gli succedette Ivan Stefano di Bulgaria, che non era popolare tra i bulgari. L'imperatore bizantino Andronico III Paleologo, decise di approfittare della situazione critica, che si era venuta a creare in Bulgaria, quindi la invase, conquistando molte fortezze ai confini e prendendo altre città. Tutto ciò era troppo per i bulgari e nel 1331 scoppiò quindi una rivolta, lo zar Ivan Stefano, fu costretto a fuggire dalla capitale, Tarnovo, i cospiratori della rivolta nominarono imperatore, Ivan Alessandro.

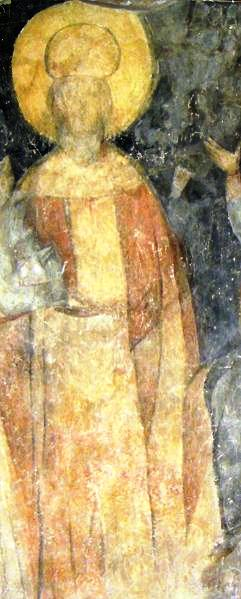
Affresco nelle chiese rupestri di Ivanovo, rappresentante lo zar Ivan Alessandro.

Il nuovo sovrano bulgaro dopo aver consolidato la sua posizione, riconquistò i territori che l'impero bizantino aveva l'anno prima strappato alla Bulgaria. Nel 1331 Ivan Alessandro intraprese una campagna intorno ad Adrianopoli e riconquistò il nord delle Tracia. Nel frattempo, in Serbia fu deposto il re Stefano Uroš III Dečanski, e al suo posto fu incoronato re il figlio Stefano Uroš IV Dušan. Questo avvenimento, contribuì a riappacificare le relazioni tra Serbia e Bulgaria. Ivan Alessandro e Stefano Uroš IV Dušan conclusero un'alleanza, che fu sigillata a pasqua del 1332, col matrimonio del re serbo e di Elena di Bulgaria, sorella di Ivan Alessandro.
Alla stessa ora circa, Belaur, un fratello di Michele Asen III, si ribellò a Vidin, probabilmente, perché contrario alla deposizione del nipote Ivan Stefano, che aveva il diritto di governare sulla Bulgaria. Nuovamente l'imperatore bizantino Andronico III Paleologo, approfitto dello scompiglio in Bulgaria, e nell'estate del 1332, invase la Bulgaria, ciò allungò i tempi per soffocare la rivolta di Ivan Stefano. L'esercito bizantino in breve tempo invase tutta la Tracia del nord controllata dai bulgari, Ivan Alessandro lasciò da parte la rivolta e pensò a ricacciare al dì la del confine i bizantini, infatti in breve armò un piccolo esercito che contava 8000 soldati e rapidamente andò incontro alle truppe di Andronico III, che si trovavano a Rusokastro con 3000 soldati.
Inizialmente Ivan Alessandro, diede l'impressione che volesse negoziare, in realtà stava temporeggiando, per così rafforzare il suo esercito, con 3000 cavalieri mercenari mongoli e il 18 luglio attaccò l'esercito bizantino, che anche se era meglio organizzato, era quasi quattro volte più piccolo di quello bulgaro, così ebbe inizio la battaglia di Rusokastro. Andronico III, capendo che non poteva battere i bulgari in campo aperto, decise di ritirarsi dentro il villaggio di Rusokastro. Andronico III dopo tre ore di resistenza, si vide costretto a contrattare la pace con Ivan Alessandro, i due sovrani concordarono la pace, rimettendo il confine sullo status quo. Per sigillare la pace con i bizantini, il figlio maggiore di Ivan Alessandro, Michele Asen IV, sposò la figlia di Andronico III, Maria Paleologa (Irene), il matrimonio fu celebrato nel 1339. Dopo aver sistemato la questione bizantina, finalmente Ivan Alessandro, poté continuare con forza la soffocazione della rivolta di Belaur, nonostante ciò la rivolta fu soffocata solamente nel 1336 o 1337.
Nel 1332 Ivan Alessandro, incoronò il figlio maggiore, Michael Asen IV, co-imperatore di Bulgaria, questa mossa fu probabilmente attuata, perché così Ivan Alessandro poteva assicurarsi una dinastia, che avrebbe governato la Bulgaria anche dopo la sua morte. Nel 1337, Ivan Alessandro divise a metà la Bulgaria, incoronando i suoi due figli Ivan Sracimir e Ivan Asen IV coimperatori di Bulgaria, che gli sarebbero succeduti alla sua morte, con metà Bulgaria a testa. Ivan Alessandro divise in due il suo impero, credendo di poter così governarlo e controllarlo meglio, Ivan Sracimir risiedette a Vidin, che divenne la sua capitale, mentre Ivan Asen IV, risiedeva a Preslav, che divenne la sua capitale. Comunque di fatto tutta la Bulgaria era sotto il comando di Ivan Alessandro la decisione di dividere l'impero, veniva da una prassi bizantina, in cui giovani figli del sovrano venivano nominati despoti, anche se non governavano sopra nessuna provincia.

## Relazioni con l'impero bizantino

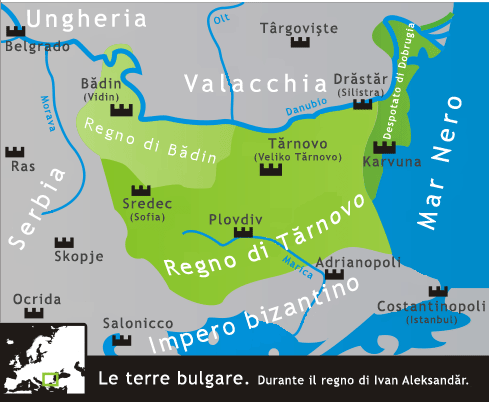
L'impero di Bulgaria, durante il regno di Ivan Alessandro (1331-1371).

Nei primi anni 40 le relazioni con l'impero bizantino si incrinarono nuovamente. Ivan Alessandro chiese l'estradizione di suo cugino Šišman, uno dei figli di Michele Asen III, che si trovava imprigionato nell'impero bizantino, se i bizantini non avessero riconsegnato il cugino all'imperatore, egli avrebbe mosso guerra ai bizantini. Ivan Alessandro manifestò la sua forza, ma ciò fu controproducente con i rapporti con l'impero bizantino, essi non apprezzarono le intimidazioni dello zar bulgaro, per questo motivo ci sarebbe stata la guerra, ma i bizantini sapevano molto bene di non poter combattere da soli i bulgari, infatti ultimamente gli scontri tra i due paesi sì erano sempre conclusi a favore della Bulgaria, per questo i bizantini chiesero aiuto al loro alleato, l'emiro turco di Smirne Umur Beg, che immediatamente mise a disposizione dei bizantini la sua flotta. I turchi di Umur Beg sbarcarono nel delta del Danubio, e saccheggiarono le campagne e le città del luogo, che erano bulgare. Ivan Alessandro fu quindi forzato a rinunciare alle sue rivendicazioni, ma non si diede per vinto, infatti verso la fine del 1431 invase l'impero bizantino, sostenendo che fu chiamato dal popolo di Adrianopoli, che voleva la sua protezione. Tuttavia, l'esercito di Ivan Alessandro fu sconfitto per due volte dai turchi alleati dei bizantini, vicino alla città di Adrianopoli, ciò obbligò lo zar a rientrare nei suoi confini.
Tra il 1341 e il 1347, nell'impero bizantino scoppiò una guerra civile tra Anna di Savoia, madre dell'imperatore bambino Giovanni V Paleologo, e il suo reggente Giovanni VI Cantacuzeno, una lotta nata perché Anna voleva per sé la reggenza. Gli stati confinanti con l'impero bizantino approfittarono della guerra civile, per ingrandire i loro stati, a scapito dei bizantini, Stefano Uroš IV Dušan appoggiò Giovanni VI Cantacuzeno, mentre Ivan Alessandro appoggiò Giovanni V Paleologo, ossia Anna di Savoia. Anche se i due regnanti, si schierarono su due lati opposti nella guerra civile bizantini, mantennero la loro alleanza. Come il prezzo per il suo sostegno, Ivan Alessandro chiese in cambio a Giovanni V Paleologo, la città di Filippopoli (Plovdiv), e nove importanti fortezze sul confine, e i monti Rodopi, tutto ciò gli venne concesso nel 1344. Queste annessioni pacifiche, furono l'ultimo grande successo della politica estera di Ivan Alessandro.

## L'ascesa dell'impero serbo e la minaccia ottomana

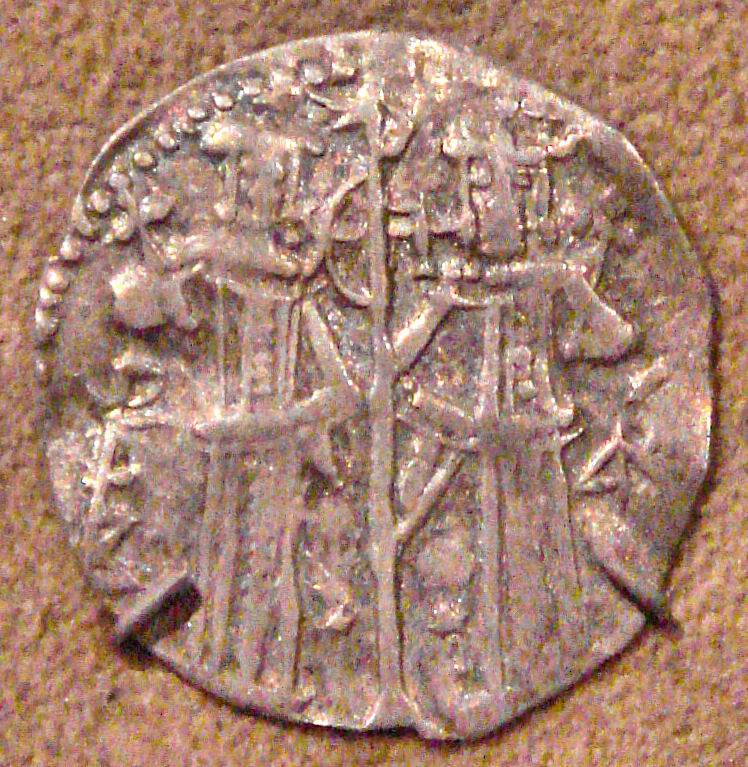
Moneta d'argento di Ivan Alessandro.

In contemporanea, il re serbo approfittò della guerra civile bizantina, per conquistare l'attuale Macedonia, e la maggior parte dell'Albania e della Grecia settentrionale. Nel 1345 Stefano Dusan, iniziò a farsi chiamare "imperatore dei serbi e dei greci", e nel 1346 fu incoronato come tale, dall'appena creato patriarca di Serbia, che prima era solo un vescovo. Queste azioni da parte dei serbi, che fecero indignare i bizantini, sembrano essere state supportate dalla Bulgaria, infatti il patriarca di Bulgaria Simeone, aveva partecipato sia alla creazione del patriarcato serbo, sia all'incoronazione imperiale di Stefan Uroš IV Dušan.
Nella seconda metà degli anni 40, poco rimase dei successi iniziali di Ivan Alessandro. Gli alleati di Giovanni VI Cantacuzeno, i turchi ottomani, iniziarono a saccheggiare la Tracia bulgara negli anni 1346, 1347, 1349, 1352 e 1354; a ciò fu aggiunto il peso delle devastazioni portate dalla peste nera. I bulgari tentarono di respingere gli invasori: ci furono diverse battaglie, ma i bulgari ne uscirono sempre sconfitti; addirittura il terzogenito di Ivan Alessandro, e co-imperatore, Ivan Asen IV, fu ucciso in battaglia contro i turchi ottomani nel 1349, come fu ucciso poi anche suo fratello Michele Asen IV nel 1355..
Nel 1351 la guerra civile bizantina era finita, Giovanni VI Cantacuzeno aveva intuito la minaccia che gli ottomani potevano costituire per la penisola Balcanica. Egli fece un appello ai regnanti di Serbia e Bulgaria per creare una lega contro i turchi ottomani: per far ciò, Ivan Alessandro chiese del denaro per così poter costruire delle navi da guerra, ma il suo appello cadde nel vuoto, visto che i suoi due vicini diffidavano delle sue intenzioni. Un nuovo tentativo di cooperazione tra la Bulgaria e l'impero bizantino fu tentato nel 1355, dopo che Giovanni VI Cantacuzeno aveva abdicato in favore di Giovanni V Paleologo, che era divenuto unico imperatore bizantino. Per cementare il trattato di alleanza, Ivan Alessandro diede in sposa sua figlia Keratsa Maria, al futuro imperatore bizantino Andronico IV Paleologo, ma l'alleanza non produsse risultati concreti.

## Ulteriori problemi di stabilità e conflitti esterni

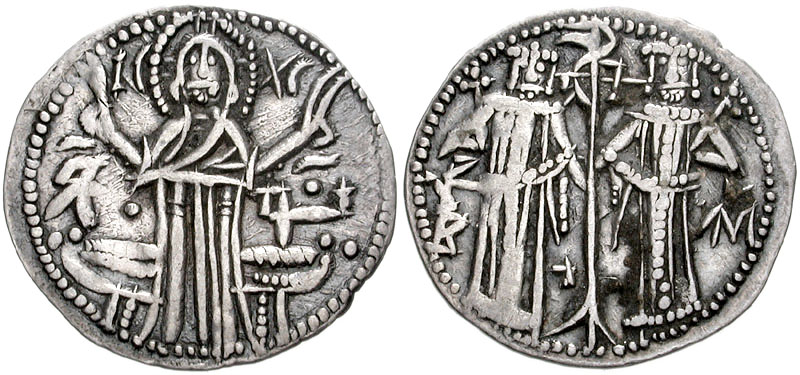
Moneta di Ivan Alessandro, rappresentato insieme al figlio coimperatore, Michele IV Asen.

Nel 1349, Ivan Alessandro divorziò dalla sua prima moglie Teodora di Valacchia, compromettendo così la stabilità interna del suo regno, egli sì risposò con una giudea, anche lei di nome Teodora. Dal nuovo matrimonio nacquero cinque figli, tra i quali due di questi, saranno nominati dal padre co-imperatori, Ivan Šišman nel 1356 e Ivan Asen V nel 1359. L'ultimo figlio superstite di Ivan Alessandro, dal suo primo matrimonio, il co-imperatore Ivan Sracimir, diventò effettivamente indipendente nel 1356, Ivan Alessandro perse anche il controllo su altri potenti vassalli, come ad esempio la Valacchia e la Dobrugia, che perseguivano le loro politiche estere, questi vassalli avevano quasi più potere di Ivan Alessandro. Da metà del XIV secolo, la Bulgaria cadde preda delle aspirazioni degli Angioini, infatti re Luigi I d'Ungheria, conquistò la Moldavia nel 1352 e istituì uno principato vassallo lì, prima di conquistare Vidin nel 1365, tenendo così Ivan Sracimir e la sua famiglia in cattività.
Nel frattempo i bulgari e i bizantini si scontrarono nuovamente nel 1364. Nel 1366, quando l'imperatore bizantino Giovanni V Paleologo, era di ritorno dal suo viaggio in Occidente, i bulgari rifiutarono di lasciarlo passare attraverso la Bulgaria e lo fecero prigioniero. Questa posizione controproducente, scatenò la reazione del cugino di Giovanni V, il conte Amedeo VI di Savoia, che occupò diverse città bulgare marittime città, tra cui Anchialo (Pomorie) e Mesembria (Nesebăr), anche se egli evitò di prendere Varna. Comunque Ivan Alessandro fu obbligato a rilasciare l'imperatore bizantino.
Le città catturate ai bulgari, furono consegnate ai bizantini, mentre Giovanni V pagò la somma di 180000 fiorini a Ivan Alessandro, per il suo rilascio. L'imperatore bulgaro utilizzò tale somma, per indurre i suoi vassalli di Dobrotica, di Dobrugia e Vladislav I di Valacchia, alla riconquista da Vidin, che era caduta nelle mani ungheresi. La guerra terminò, e nel 1369, a Ivan Sracimir fu ridata Vidin, anche se Ivan Sracimir fu costretto a riconoscere la sovranità del re ungherese.
Il relativo successo della crisi nel nord-ovest, non fece nulla per contribuire a recuperare le perdite a sud-est. La situazione divenne ancor più critica, quando nel 1369 (la data è contestata), i turchi ottomani alla guida di Murad I conquistarono Adrianopoli (nel 1363) e la resero l'effettiva capitale del loro impero, in espansione nei Balcani. Allo stesso tempo, essi conquistarono le città bulgare di Filippopoli e Boruj (Stara Zagora). La Bulgaria, la Serbia e i principi macedoni, si preparavano per un'azione unita contro i turchi, ma Ivan Alessandro morì il 17 febbraio 1371. Gli succedettero sul trono dai figli Ivan Stracimir di Vidin e Ivan Šišman di Tărnovo, mentre i governanti di Dobrugia e Valacchia ottennero ulteriore indipendenza.

## Cultura e religione
Durante il regno di Ivan Alessandro, il secondo impero bulgaro entrò in un periodo di rinascita culturale, che a volte è denominato "seconda epoca d'oro della cultura bulgara", la prima epoca fu durante il regno di Simeone I. Un gran numero di chiese e monasteri bulgari, furono costruiti o rinnovati sotto il regno di Ivan Alessandro. Ivan Alessandro è ritratto in un affresco del monastero di Bačkovo, visto che ha donato denaro, per la sua realizzazione, la stessa cosa è successa nelle chiese di Ivanovo, che sono state scavate nella roccia. Ivan Alessandro fu mecenate di altre opere, come ci dimostrano i monasteri della Santa Madre di Dio Eleusa e San Nicola a Nesebǎr, che furono ricostruiti durante il suo regno, come fu il monastero di San Nicola vicino Pernik.